# اوبیتشتوو
اوبیتشتوو (به چکی: Obyčtov) یک منطقهٔ مسکونی در جمهوری چک است که در ناحیه ژدار ناد سازاووو واقع شده‌است. اوبیتشتوو ۷٫۷۶ کیلومتر مربع مساحت و ۳۸۶ نفر جمعیت دارد و ۵۴۰ متر بالاتر از سطح دریا واقع شده‌است.